# جسيم أولي

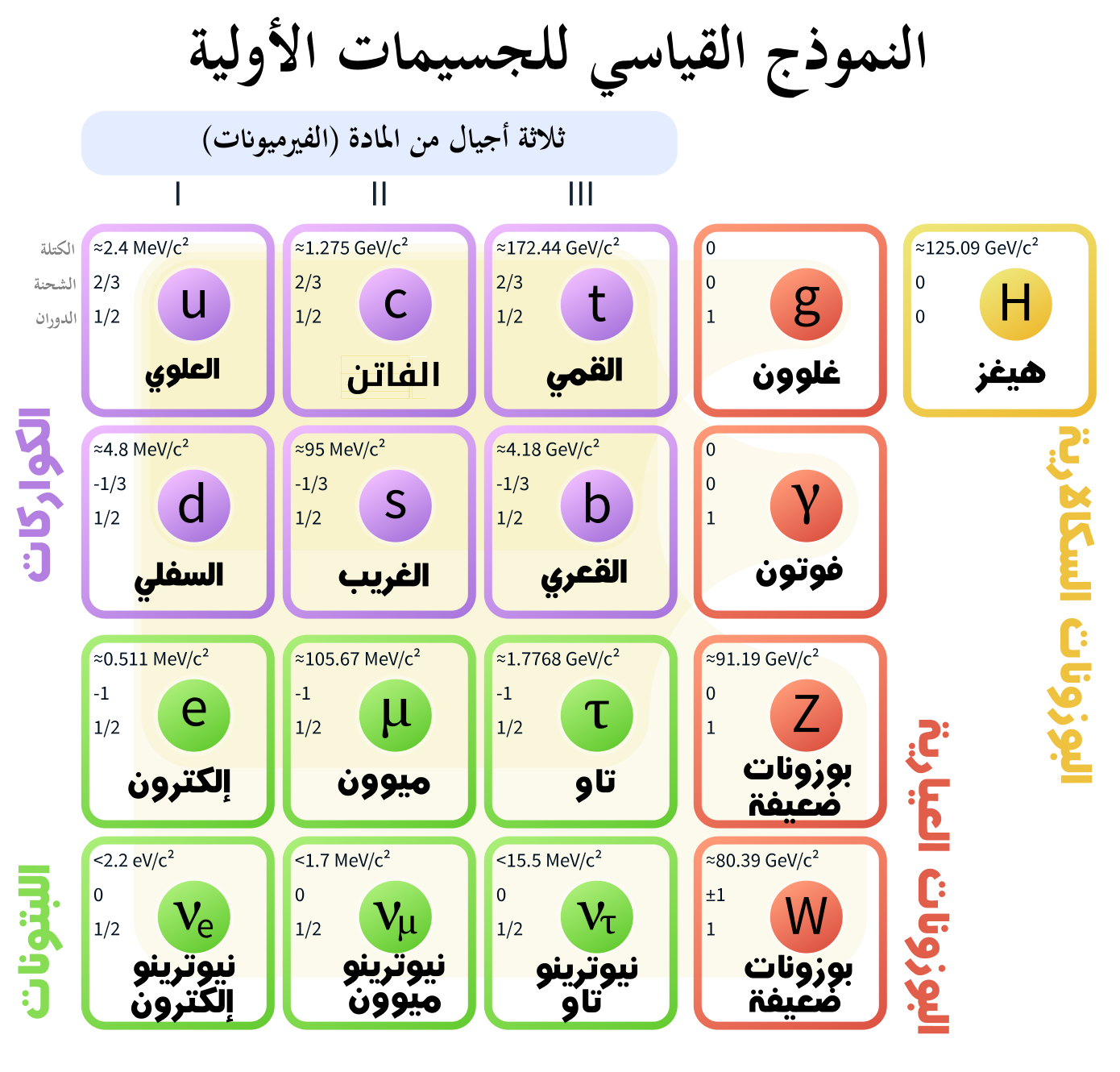
لائحة توضح الجسيمات الأولية طبقا للتصنيف القياسي وخواص كل منها

في فيزياء الجسيمات، الجسيمات الأوّليّة والثانوية والمتوسطة هي الجسيمات الأساسية التي تتكون منها باقي الجسيمات الأكبر والأعقد وبالتالي هي الأشكال الأبسط للوجود المادي حسب نظرية النموذج العياري. يتم افتراض هذه الجسيمات أولية على أساس أنها البنية الأولية للكون المعروف وأنها لا تحتوي بنية داخلية أو عناصر أصغر منها ضمنها. تحدد نظرية النموذج العياري في فيزياء الجسيمات هذه الجسيمات بأنها : كواركات وليبتونات وبوزونات قياسية.

تاريخيا اعتبرت الكثير من الجسيمات جسيمات أولية ثم بينت الاكتشافات اللاحقة تركيبها وبينت خطأ التصور أنها أبسط الجسيمات : فالهادرونات (و هي الميزونات والباريونات) مثل البروتونات والنترونات) وحتى الذرات في فترة سابقة تم اعتبارها جسيمات أولية لفترة من الزمن حتى تم كشف أجزاء أبسط وأصغر منها. حاليا تقدم نظرية الأوتار الفائقة فكرة عن تكون كافة الجسيمات المادية من نوع من الاهتزازات ضمن ما يدعى وترا فائقا، هذه النظرية تشكل إطارا واعدا لتوحيد نظرية النموذج العياري أو بشكل أكثر تحديدا ميكانيكا الكم مع نظرية النسبية لتشكل إطارا موحدا لتفسير القوى الفيزيائية الأربع الأساسية في الطبيعة.

## استعراض

استعراض لعائلات مختلفة من الجسيمات الأولية والمركبة، والنظريات التي تصف تفاعلاتهم

جميع الجسيمات الأولية تكون إما بوزونات أو فرميونات (حسب اللف المغزلي لديها). وتحدد نظرية إحصاء اللف المغزلي [الإنجليزية] نتائج إحصاء الكم والتي تفرق الفرميونات عن البوزونات. ووفقا لتلك المنهجية: فإن الجسيمات المرتبطة بالمادة تكون فرميونات ولديها لفة مغزلية نصف عدد صحيح؛ وتنقسم إلى اثنا عشر نكهة. أما الجسيمات المرتبطة بالقوى الأساسية فهي البوزونات، ولديها لف مغزلي صحيح.
- الفرميونات:

الكواركات — علوي، وسفلي وساحر وغريب وقمي وقعري.
ليبتونات — إلكترونات، ميون، تاو، نيوترينو إلكتروني، نيوترينو ميوني، نيوترينو تاو
- بوزونات:

بوزون قياسي — غلوون، بوزونات دبليو وزد، فوتون
بوزونات أخرى — بوزون هيغز، جرافتون

## النموذج العياري لفيزياء الجسيمات
يحتوي النموذج العياري لفيزياء الجسيمات على 12 نكهة من الفرميونات بالإضافة إلى نظرائها من الجسيمات المضادة، وكذلك البوزونات الأولية التي تتوسط القوى وكذلك البوزون القياسي الذي لم يكتشف بعد، مع ذلك فيعتبر النموذج القياسي على نطاق واسع نظرية مؤقتة بدلا من أن تكون أساسية، لأنها لا تزال من غير المؤكد إن كانت متوافقة مع النظرية النسبية العامة لآينشتاين. ويحتمل أن تكون هناك جسيمات افتراضية لم يتم توصيفها بالنموذج القياسي، مثل الجرافتون، وهو الجسيم المحتمل أن يكون حاملا لقوة الجاذبية أو قرين فائق أو قرين التناظر الفائق للجسيمات العادية.

### فرميونات أساسية
تنقسم نكهات الفرميونات الأساسية الإثني عشر إلى ثلاث أجيال، لكل جيل به أربع جسيمات. ست منها هي كواركات، والست الأخرى هي ليبتونات، ثلاث منها هي نيترينوات، والثلاث الباقي لديها شحنة كهربائية -1: الإلكترون وأقاربها (الميوون التاوون)
| ليبتون           |             |               |              |              |              |
| الجيل الأول      | الجيل الأول | الجيل الثاني  | الجيل الثاني | الجيل الثالث | الجيل الثالث |
| الاسم            | الرمز       | الاسم         | الرمز        | الاسم        | الرمز        |
| إلكترون          | e−          | ميوون         | μ−           | تاوون        | τ−           |
| إلكترون نيوترينو | ν e         | ميوون نيترينو | ν μ          | تاو نيترينو  | ν τ          |
| كواركات          |             |               |              |              |              |
| الجيل الأول      | الجيل الأول | الجيل الثاني  | الجيل الثاني | الجيل الثالث | الجيل الثالث |
| كوارك علوي       | u           | كوارك ساحر    | c            | كوارك قمي    | t            |
| كوارك سفلي       | d           | كوارك غريب    | s            | كوارك قعري   | b            |

#### جسيمات مضادة
يوجد أيضا 12 من الجسيمات الفرميونية المضادة نظيرة لجسيماتها ال12. فالبوزيترون (ضديد الإلكترون) 
e+
 وهو جسيم الإلكترون المضاد ولديه شحنة كهربائية +1 وهلم جرا:
| ضديد ليبتون             |             |                 |              |                 |              |
| الجيل الأول             | الجيل الأول | الجيل الثاني    | الجيل الثاني | الجيل الثالث    | الجيل الثالث |
| الاسم                   | الرمز       | الاسم           | الرمز        | الاسم           | الرمز        |
| نقيض إلكترون (بوزيترون) | e+          | ضديد ميوون      | μ+           | ضديد تاوون      | τ+           |
| إلكترون نيوترينو        | ν e         | ميوون نيترينو   | ν μ          | تاو نيترينو     | ν τ          |
| ضديد كوارك              |             |                 |              |                 |              |
| الجيل الأول             | الجيل الأول | الجيل الثاني    | الجيل الثاني | الجيل الثالث    | الجيل الثالث |
| ضديد كوارك علوي         | u           | ضديد كوارك ساحر | c            | ضديد كوارك قمي  | t            |
| ضديد كوارك سفلي         | d           | ضديد كوارك غريب | s            | ضديد كوارك قعري | b            |